# Władysław Robota
Władysław Robota (ur. 27 czerwca 1872 w Gostomi, zm. 8 września 1939 pod Pilchowicami) – ksiądz katolicki, działacz narodowy i społeczny.

## Życiorys
Urodził się w Gostomi w powiecie prudnickim, w rodzinie rolnika Konstantyna i Zuzanny z d. Spiller. Ukończył gimnazjum w Prudniku, a 17 marca 1892 zdał egzamin dojrzałości. Studiował teologię na Uniwersytecie Wrocławskim. Był słuchaczem prof. Nehringa, wykładowcy literatury polskiej i współzałożycielem Towarzystwa Akademików Górnoślązaków oraz Kółka Polskiego. Święcenia kapłańskie przyjął 11 czerwca 1898, w latach 1898–1902 był wikarym w Łabędach a od roku 1902 proboszczem w Gierałtowicach.
Był duszpasterzem o wyrazistych przekonaniach narodowych: urzędową korespondencję z sąsiednimi parafiami prowadził po polsku, wybudował pierwszy na Górnym Śląsku dom związkowy dla polskich stowarzyszeń, krzewił polskie czytelnictwo, założył pierwszą w parafii Kasę Zapomogowo-Pożyczkową. W czasie powstań śląskich i plebiscytu naraził się bojówkom niemieckim. 
Po utworzeniu w 1922 Administracji Apostolskiej dla Śląska Polskiego został zamianowany konsultorem, a następnie radcą duchownym, wicedziekanem dekanatu dębieńskiego i sędzią prosynodalnym. Był budowniczym kościoła parafialnego w Gierałtowicach.
Po wybuchu II wojny światowej, 8 września 1939, został przez grupę esamanów wywieziony wraz z czternastoma innymi Polakami do lasów pod Pilchowicami, gdzie wszyscy zostali zamordowani. W czerwcu 1945 zidentyfikowano jego zwłoki na cmentarzu w Pilchowicach i 29 września 1946 złożono je na cmentarzu parafialnym w Gierałtowicach.

## Ordery i odznaczenia
- Krzyż Srebrny Orderu Virtuti Militari
- Krzyż Kawalerski Orderu Odrodzenia Polski (28 kwietnia 1926)[5]
- Krzyż Walecznych
- Gwiazda Górnośląska